# Phaloria aperta
Phaloria aperta är en insektsart som beskrevs av Andrej Vasiljevitj Gorochov 1999. Phaloria aperta ingår i släktet Phaloria och familjen syrsor. Inga underarter finns listade i Catalogue of Life.